# Sombrinha (sambista)
Montgomery Ferreira Nunis (São Vicente, 30 de agosto de 1959), mais conhecido como Sombrinha, é um cantor, compositor, cavaquinista, bandolinista, banjoísta e violonista brasileiro.
É fundador do grupo Fundo de Quintal.

## Biografia
Autodidata, Sombrinha começou cedo a tocar. Aos 14 anos ganhou do pai um violão de 7 cordas e aos 16 anos passou a tocar em casas noturnas. Em 1977, aos 18 anos, já era profissional, e gravou com Baden Powell e Originais do Samba.
Dois anos depois estava na cidade do Rio de Janeiro, onde fundou, com Almir Guineto, Jorge Aragão, Bira, Ubirany, Sereno e Neoci, o grupo Fundo de Quintal.
Em 1980, compôs "Marcas no Leito" (com Jorge Aragão), que faria sucesso na voz de Alcione — hoje regravada por Beth Carvalho, Zeca Pagodinho, o próprio Aragão, Ivone Lara e até Chico Buarque e Caetano Veloso, entre outros.
Ao longo da carreira, Sombrinha colecionou 10 Prêmios Sharp de Música, desde os tempos de Fundo de Quintal. Três deles foi como melhor composição, para as canções "Além da razão", "Nas rimas do amor" e "Ainda é tempo pra ser feliz".

## Algumas canções de sucesso
- "Ainda é tempo de ser feliz" (Sombrinha / Arlindo Cruz / Sombra)
- "Além da Razão" (Sombrinha / Sombra / Luiz Carlos da Vila)
- "Só pra Contrariar" (Sombrinha / Almir Guineto / Arlindo Cruz)
- "Não quero saber mais dela" (Sombrinha / Almir Guineto)
- "O show tem que continuar" (Sombrinha / Luiz Carlos da Vila / Arlindo Cruz)
- "Fogo de saudade" (Sombrinha / Adilson Víctor)
- "Saudades que não se desfaz" (Sombrinha / Franco)
- "Só pra contrariar" (Sombrinha  / Arlindo Cruz  / Almir Guinéto)
- "Arco-Íris" (Sombrinha / Luiz Carlos da Vila)
- "Alto lá" (Sombrinha / Zeca Pagodinho / Arlindo Cruz)
- "Malandro sou eu" (Sombrinha / Franco / Arlindo Cruz)
- "Amor não é por aí  / matutino" (Sombrinha / Cleber Augusto / Arlindo Cruz)
- "Seja sambista também" (Sombrinha / Arlindo Cruz)
- "É sempre assim" (Sombrinha / Marquinhos PQD / Arlindo Cruz)
- "Mutirão de amor" (Sombrinha / Zeca Pagodinho / Jorge Aragão)
- "Paz de Deus" (Sombrinha / Arlindo Cruz / Beto sem Braço)
- "Pedaço de ilusão" (Sombrinha / Jorge Aragão / Jotabê)
- "Ponta de dor" (Sombrinha / Jorge Aragão)
- "Quem é de sambar" (Sombrinha / Marquinhos PQD)
- "Silêncio no olhar" (Sombrinha / Marquinhos PQD / Arlindo Cruz)
- "Quando eu jogo a rede" (Sombrinha / Marquinhos PQD / Rubens Gordinho)
- "Pra que viver assim?" (Sombrinha / Adilson Victor)
- "Ares do céu" (Sombrinha / Sombra / Jotabê)
- "Papo de homem e mulher" (Sombrinha / Franco)
- "Amor agora não" (Sombrinha / Luiz Carlos da Vila)
- "Vai por mim" (Sombrinha / Adílson Víctor)
- "E fez-se a Luz" (Sombrinha / Luiz Carlos da Vila / Sombra)
- "Um natal diferente" (Sombrinha / Arlindo Cruz)
- "Sorrir já não basta" (Sombrinha / Luiz Carlos da Vila)
- "Suborno" (Sombrinha / Sereno)
- "Raiz e flor" (Sombrinha / Jorge Aragão)
- "Ponto sem nó" (Sombrinha / Franco)
- "Pintura na tela" (Sombrinha / PQD)
- "O que resta de nós" (Sombrinha / Ratinho)
- "Nas rimas do amor" (Sombrinha / Adilson Victor)
- "Na paz de Deus" (Sombrinha / Arlindo Cruz / Beto sem Braço)
- "Meu samba diz" (Sombrinha / Sombra  / Adilson Victor)
- "Maça do amor" (Sombrinha / Luiz Carlos da Vila)
- "Marcas no leito" (Sombrinha / Jorge Aragão)
- "Essência de um grande amor" (Sombrinha / Dona Ivone Lara)
- "É sempre assim" (Sombrinha / Arlindo Cruz  / PQD)
- "É o amor" (Sombrinha / Gordinho / Sombra)
- "Dona Neuma é a rosa" (Sombrinha / Arlindo Cruz / Franco)
- "Desalinho" (Sombrinha / Arlindo Cruz / Luizinho)
- "Cansei de amar" (Sombrinha / Luizinho)
- "Chega devagar" (Sombrinha / PQD)